# Никольское (село, Рузский городской округ)
Никольское — село в Рузском районе Московской области, входящее в сельское поселение Колюбакинское. Население — 15 чел. (2010). В селе имеется недействующая церковь Николая Чудотворца (другое название — Рождества Пресвятой Богородицы — по бывшему тёплому приделу) в очень плохом состоянии 1838 года постройки. До 2006 года Никольское входило в состав Барынинского сельского округа
Село расположено в центре района, примерно в 8 километрах к северо-востоку от Рузы, на левом берегу реки Малиновки (приток Озерны), высота центра над уровнем моря 219 м. Ближайшие населённые пункты — Орешки в 0,5 км на юг и Редькино — в 1,5 км восточнее.
Село ранее называлось Поскочино (вотчина Ивана Циплетева), по данным 1626 года уже была Никольская церковь без пения (службы не совершались за отсутствием священника), селом владели Бельские. В 1673 году село продано стольнику Андрею Чирикову, потом боярину Милославскому, который в 1678 году отстроил новую церковь, затем селом владели Долгоруковы. В 1838 году была построена современная церковь, к которой в 1878—1880 годах пристроили трапезную, колокольню и портики.

## Население
| 2002 | 2006 | 2010 |
| ---- | ---- | ---- |
| 24   | ↘16  | ↘15  |